# Úrvalsdeild kvenna 2018
La Úrvalsdeild kvenna 2018 è stata la 47ª edizione della massima divisione del campionato islandese femminile di calcio. Il campionato è stato vinto dal Breiðablik per la diciassettesima volta nella sua storia.

## Stagione

### Novità
Dalla Úrvalsdeild kvenna 2017 erano stati retrocessi il Fylkir e l'Haukar, mentre dalla 1. deild kvenna erano stati promossi l'HK/Víkingur e il Selfoss.

### Formula
Le dieci squadre partecipanti si sono affrontate in un girone all'italiana con partite di andata e ritorno per un totale di 18 giornate. La prima classificata è campione d'Islanda ed è ammessa alla UEFA Women's Champions League 2019-2020. Le ultime due classificate sono retrocesse in 1. deild kvenna.

## Squadre partecipanti
| Club             | Città               | Stadio               | Stagione precedente         |
| ---------------- | ------------------- | -------------------- | --------------------------- |
| Breiðablik       | Kópavogur           | Kópavogsvöllur       | 2º posto in Úrvalsdeild     |
| FH Hafnarfjarðar | Hafnarfjörður       | Kaplakriki           | 6º posto in Úrvalsdeild     |
| Grindavík        | Grindavík           | Grindavíkurvöllur    | 7º posto in Úrvalsdeild     |
| HK/Víkingur      | Kópavogur/Reykjavík | Kórinn/Víkingsvöllur | 1º posto in 1. deild kvenna |
| ÍBV Vestmannæyja | Vestmannaeyjar      | Hásteinsvöllur       | 5º posto in Úrvalsdeild     |
| KR Reykjavík     | Reykjavík           | KR-völlur            | 8º posto in Úrvalsdeild     |
| Selfoss          | Selfoss             | Selfossvöllur        | 2º posto in 1. deild kvenna |
| Stjarnan         | Garðabær            | Stjörnuvöllur        | 4º posto in Úrvalsdeild     |
| Þór/KA           | Akureyri            | Thórsvöllur          | Campione d'Islanda          |
| Valur            | Reykjavík           | Vodafonevöllurin     | 3º posto in Úrvalsdeild     |

## Classifica finale
Fonte: sito ufficiale.
|                    | Pos. | Squadra          | Pt | G  | V  | N | P  | GF | GS | DR  |
| ------------------ | ---- | ---------------- | -- | -- | -- | - | -- | -- | -- | --- |
| Islanda (bandiera) | 1.   | Breiðablik       | 46 | 18 | 15 | 1 | 2  | 44 | 12 | +32 |
|                    | 2.   | Þór/KA           | 41 | 18 | 13 | 2 | 3  | 49 | 14 | +35 |
|                    | 3.   | Stjarnan         | 38 | 18 | 12 | 2 | 4  | 46 | 24 | +22 |
|                    | 4.   | Valur            | 33 | 18 | 10 | 3 | 5  | 40 | 19 | +21 |
|                    | 5.   | ÍBV Vestmannæyja | 25 | 18 | 7  | 4 | 7  | 25 | 22 | +3  |
|                    | 6.   | Selfoss          | 20 | 18 | 5  | 5 | 8  | 15 | 25 | -10 |
|                    | 7.   | HK/Víkingur      | 18 | 18 | 5  | 3 | 10 | 22 | 42 | -20 |
|                    | 8.   | KR Reykjavík     | 17 | 18 | 5  | 2 | 11 | 18 | 32 | -14 |
|                    | 9.   | Grindavík        | 13 | 18 | 3  | 4 | 11 | 14 | 40 | -26 |
|                    | 10.  | FH Hafnarfjarðar | 6  | 18 | 2  | 0 | 16 | 18 | 61 | -43 |

Legenda:
      Campione d'Islanda e ammesso in UEFA Women's Champions League 2019-2020.
      Retrocesso in 1. deild kvenna.
Note:
Tre punti a vittoria, uno a pareggio, zero a sconfitta.
A parità di punti:
- Squadre classificate con la differenza reti;
- Maggior numero di gol realizzati;
- Punti negli scontri diretti;
- Differenza reti negli scontri diretti;
- Maggior numero di gol realizzati in trasferta negli scontri diretti.

## Risultati

### Tabellone
|                  | Bre  | FH   | Gri  | HKV  | ÍBV  | KR   | Sel  | Stj  | TKA  | Val  |
| ---------------- | ---- | ---- | ---- | ---- | ---- | ---- | ---- | ---- | ---- | ---- |
| Breiðablik       | –––– | 3-1  | 4-0  | 6-1  | 1-0  | 2-0  | 3-1  | 1-0  | 3-0  | 1-0  |
| FH Hafnarfjarðar | 0-3  | –––– | 1-0  | 1-3  | 1-3  | 1-5  | 0-1  | 1-4  | 1-4  | 2-4  |
| Grindavík        | 0-2  | 2-0  | –––– | 1-1  | 1-2  | 2-1  | 1-1  | 1-2  | 0-5  | 0-3  |
| HK/Víkingur      | 1-3  | 2-1  | 4-0  | –––– | 1-0  | 0-0  | 0-3  | 0-1  | 2-5  | 1-2  |
| ÍBV Vestmannæyja | 1-1  | 3-2  | 1-1  | 5-1  | –––– | 2-0  | 1-0  | 0-0  | 1-2  | 1-3  |
| KR Reykjavík     | 0-2  | 1-2  | 2-1  | 1-3  | 3-2  | –––– | 0-1  | 2-4  | 2-1  | 0-0  |
| Selfoss          | 0-1  | 4-1  | 1-1  | 1-1  | 1-0  | 0-1  | –––– | 0-3  | 0-0  | 1-1  |
| Stjarnan         | 2-6  | 6-2  | 2-3  | 7-1  | 2-2  | 3-0  | 1-0  | –––– | 2-0  | 3-1  |
| Þór/KA           | 2-0  | 9-1  | 5-0  | 3-0  | 2-0  | 2-0  | 2-0  | 3-1  | –––– | 4-1  |
| Valur            | 3-2  | 4-0  | 3-0  | 2-0  | 0-1  | 4-0  | 8-0  | 1-3  | 0-0  | –––– |

## Statistiche

### Classifica marcatrici
| Gol |  |  | Giocatore                     | Squadra          |
| --- |  |  | ----------------------------- | ---------------- |
| 19  |  |  | Berglind Björg Þorvaldsdóttir | Breiðablik       |
| 15  |  |  | Stephany Mayor                | Þór/KA           |
| 14  |  |  | Sandra María Jessen           | Þór/KA           |
| 12  |  |  | Elín Metta Jensen             | Valur            |
| 10  |  |  | Rio Hardy                     | Grindavík        |
| 10  |  |  | Cloé Lacasse                  | ÍBV Vestmannæyja |